# Jeepney TV
Jeepney TV est une chaîne de télévision payante philippine appartenant à ABS-CBN Corporation.